# Patriotic Front
The Patriotic Front (PF)  är ett politiskt parti i Zambia, bildat 2001 av Michael Sata och andra avhoppare från regeringspartiet Movement for Multiparty Democracy (MMD).
Sata och hans anhängare var missnöjda med att landets dåvarande president Frederick Chiluba nominerat Levy Mwanawasa som sin efterträdare som MMD:s presidentkandidat.
I presidentvalet den 27 december 2001 fick Sata 3,4 procent av rösterna. Hans parti fick 2,8 procent och 1 av 159 mandat i parlamentet.
I valet den 28 september 2006 gick partiet framåt i såväl president- som parlamentsvalet. Sata fick 29 procent och kom tvåa i kampen om presidentposten. PF fick 46 platser i parlamentet. 
I presidentvalet 2011 valdes Sata till Zambias president och regerade fram till sin död 28 oktober 2014. I valet 20 januari 2015 besegrade PF:s kandidat Edgar Lungu sin huvudmotståndare Hakainde Hichilema.